# Легкодымовка 1-я
Легкодымовка 1-я — хутор в Россошанском районе Воронежской области.
Входит в состав Шекаловского сельского поселения.

## География
На хуторе имеется одна улица — Степная.

## Население
| 2010 |
| ---- |
| 6    |